# 23 Ursae Majoris
h Ursae Majoris
Désignations
23 Ursae Majoris (en abrégé 23 UMa) ou h Ursae Majoris dans la désignation de Bayer, est une étoile binaire de la constellation de la Grande Ourse. D'après la mesure de sa parallaxe annuelle par le satellite Hipparcos, le système est situé à ∼ 77,7 a.l. (∼ 23,8 pc) de la Terre. Il se rapproche du Système solaire à une vitesse radiale de −10 km/s.
La composante primaire, 23 Ursae Majoris A, est une sous-géante jaune-blanche de type spectral F0IV et de magnitude apparente +3,67. Séparée de 22,7 secondes d'arc, 23 Ursae Majoris B est une étoile de 9e magnitude. A et B forment une binaire physique. Il existe une troisième composante, optique, 23 Ursae Majoris C, qui est une étoile de magnitude +10,5 distante de 99,6 secondes d'arc.